# Nemoura magnispina
Nemoura magnispina är en bäcksländeart som beskrevs av Du och Zhou 2008. Nemoura magnispina ingår i släktet Nemoura och familjen kryssbäcksländor. Inga underarter finns listade i Catalogue of Life.